# Nils-Börje Stormbom
Yngve Nils-Börje Stormbom, född 26 september 1925 i Vasa, död där 26 november 2016, var en finlandssvensk journalist, kulturdebattör och översättare.

## Biografi

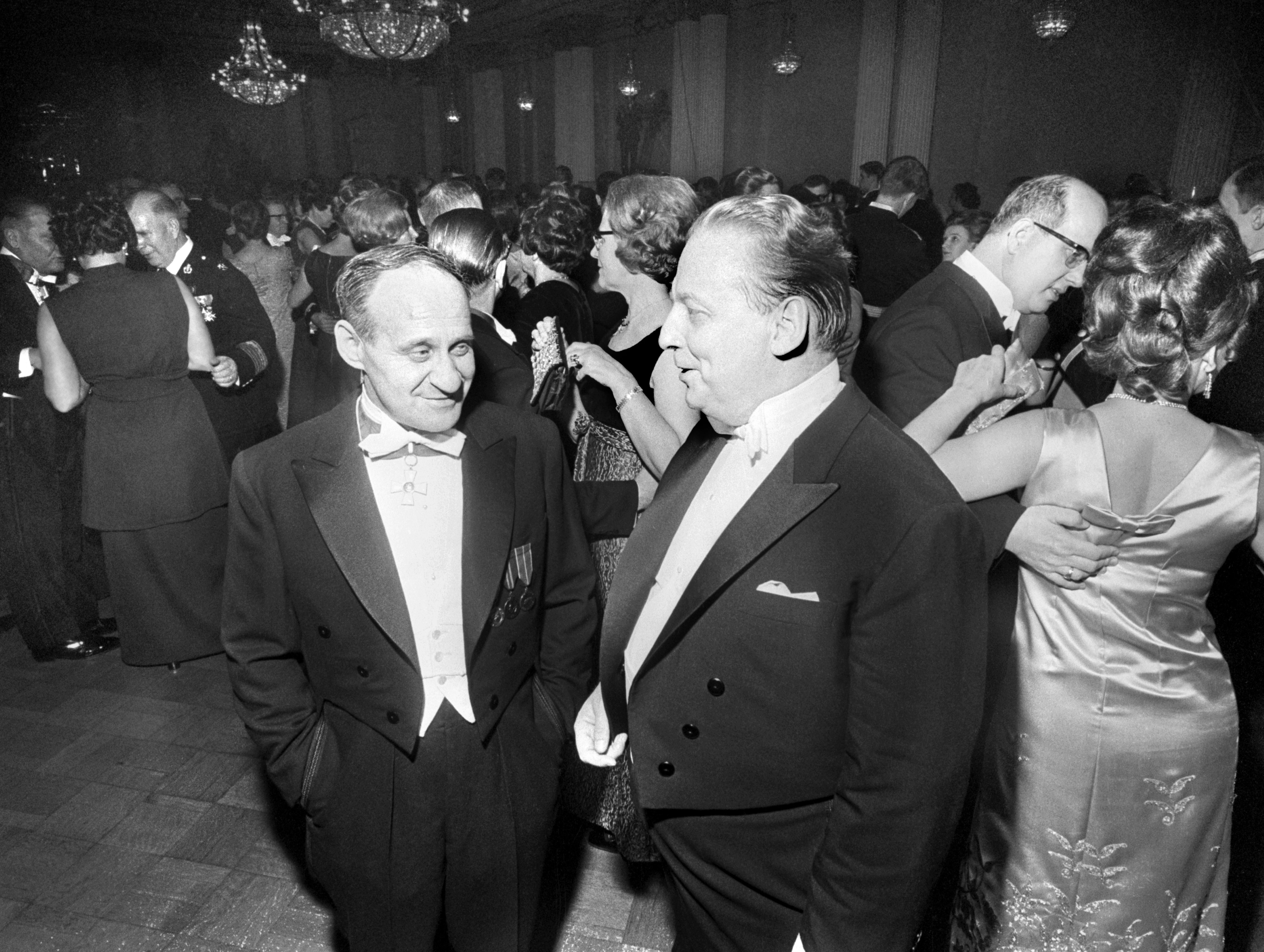
Väinö Linna med Nils-Börje Stormbom år 1968.

Stormbom var son till sockermästaren Bengt Yngve Stormbom och Sally Irene Bro. Han tog socionomdiplom 1954 och var litteratur- och teaterkritiker vid Vasabladet 1947–1951, därefter kulturredaktör vid Hufvudstadsbladet 1951–1964, Vasabladets korrespondent i Helsingfors 1964–1966, chef för Rundradions långsiktsplan 1966–1971 och generalsekreterare för Nordvisionen 1971–1975. Stormbom var ordförande för Lilla teaterns styrelse 1967–1979 och chefredaktör för tidskriften Nya Argus 1966–1974. Han erhöll professors titel 1978 och medverkade i finsk radio och TV. Han var gift med bibliotekarien Anja Stormbom.
Som översättare är han mest känd för att ha översatt Väinö Linnas Okänd soldat och samme författares så kallade torpartrilogi, Högt bland Saarijärvis moar, Upp, trälar! och Söner av ett folk. Totalt översatte han runt 50 böcker från finska till svenska.